# Західна Вірменія

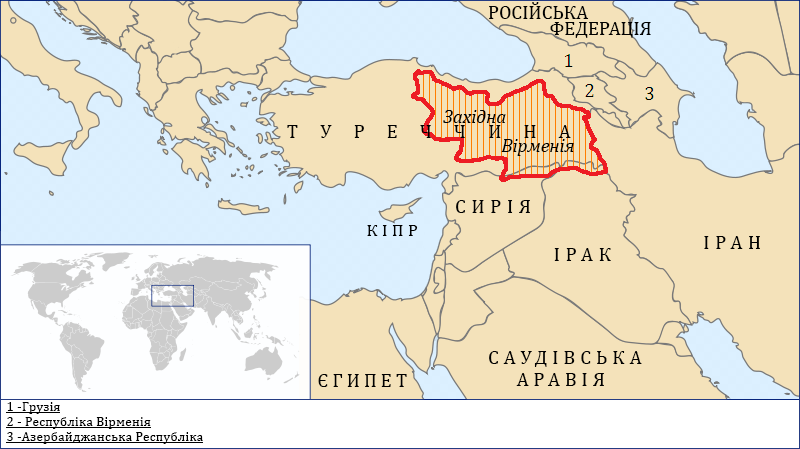
Територія Західної Вірменії. Шість вірменських провінцій Османської імперії: Ван, Ерзурум, Елязиг, Бітліс, Діярбакир, Сівас.

Західна Вірменія (вірм. Արեւմտյան Հայաստան) — західна частина історичної Вірменії. Після втрати Вірменією державності входила до складу Візантії, з 16 століття до складу Османської імперії, з 1923 року в складі Туреччини. Вірменське населення регіону було остаточно знищено під час геноциду вірмен 1915 року.
Іноді використовуються також історично та географічно не зовсім ідентичні терміни «Візантійська Вірменія», «Оттоманська Вірменія», «Турецька Вірменія» та «Східна Анатолія».
На південному заході Західної Вірменії існувала держава Мала Вірменія. Разом Західна та Східна Вірменії становили територію держави Велика Вірменія. 

## Історія
Термін Шість вірменських провінцій  був уперше використаний на Берлінському конгресі 1878 року.

### IтаIIподілиВеликої Вірменії
У період панування Візантії Західною Вірменією вважалися такі території:
- Мала Вірменія (до реформи Юстиніана  — Перша та Друга Вірменія), завойована римлянами ще у I столітті до н. е.
- Вірменські сатрапії, що розташовувалися на території Цопка. Були завойовані Римом в 363–368 роках.
- Частина Великої Вірменії, завойована Римом 387 року, і названа Внутрішньою Вірменією (Armenia Interior). Територіально збігалася з Високою Вірменією.

Поняття «Західна Вірменія» увійшло у вжиток 387 року, після розділу Великої Вірменії на Західну (Римська імперія) та Східну (Сасанідський Іран) частини. 
536 року візантійський імператор Юстиніан I (527–565) розділив Західну Вірменію на 4 адміністративні райони — відповідно I, II, III та IV Вірменії.
Внаслідок 20-літньої персько-візантійської війни (572–591) відбувся новий поділ Вірменії: частина Східної Вірменії відійшла до Візантії. 

### Нашестя тюрків
885 року зусиллями представників династії Багратідів та їхніх прихильників незалежність Вірменії відновилася на значній території Великої Вірменії (Васпураканське царство, Таронське князівство, Арцахське князівство, Карське або Ванандське, Сюнікське царства, Тайкське куропалатство). 
Після нашестя турків-сельджуків у другій половині XI ст. і падіння царства Багратідів на території Західної Вірменії виникли різні сельджуцькі емірати. Продовжували своє існування також декілька вірменських князівств — Торнікяни (Сасун), Хегенскяни (Васпуракан), тощо. В XII–XIII ст. деякі частини 3ахідної Вірменії увійшли до складу князівства Закарянів. Проте навала монголів призвела до послаблення вірменського нахарарського стану, на території Вірменії облаштувалися кочові туркменські племена, які об'єдналися в клани Ак-коюнлу та Кара-коюнлу. 

### Під владою Османської імперії

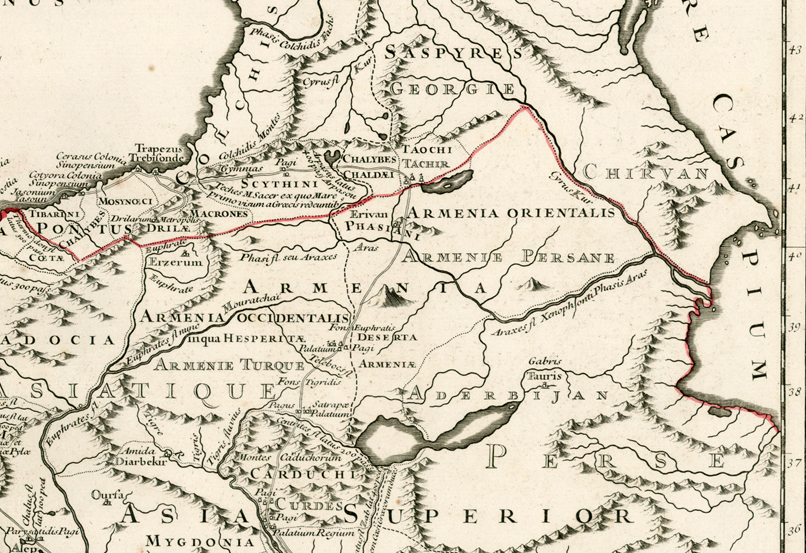
Західна Вірменія (Armenia occidentalis) на карті 1740 року

За Амасійським договором 1555 року 3ахідна Вірменія потрапила під панування Османської Туреччини. 
Становище в 3ахідній Вірменії різко змінилося в XIX ст. Вірмени, як й інші християнські народи, що населяли Османську імперію, зазнавали жорстоких переслідуань, були позбавлені ледь не всіх прав на захист життя та майна. 
Російсько-турецька війна  1877 — 78, Сан-Стефанський договір та Берлінський трактат (1878) створили нову ситуацію в 3ахідній Вірменії. Вірменське питання було визнане міжнародною проблемою, що призвело до ще більшого посилення антивірменських заходів щодо населення Західної Вірменії. Внаслідок Гамідійської різанини 1894 — 96 років загинуло за різними оцінками від 100 до 300 тис. західних вірмен. 

### Західна Вірменія та Перша світова війна

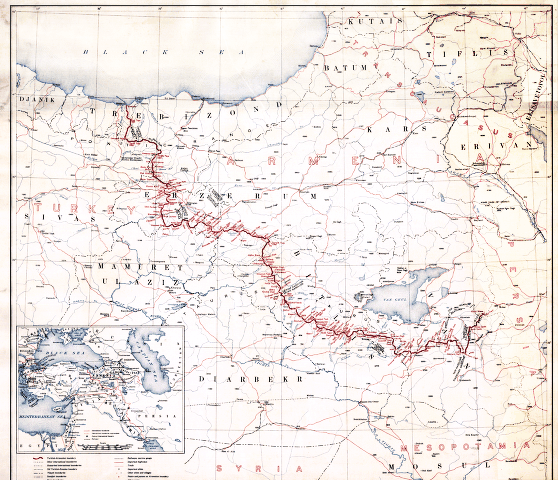
Межі Західної Вірменії згідно з Севрським договором

Скориставшись початком першої світової війни, молодотурецький уряд, який прийшов до влади після перевороту 1908 року, розпочав масове знищення західних вірмен та освоєння території Західної Вірменії. 
Внаслідок геноциду 1915-23 років було вбито приблизно 1,5 млн вірмен, решта вірменського населення було змушене покинути батьківщину. 

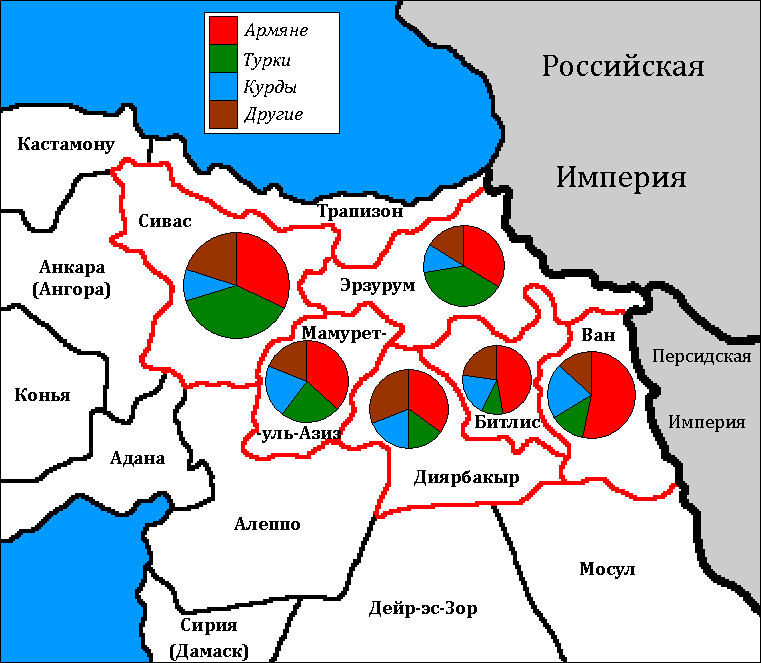
Етнічна карта Західної Вірменії перед Геноцидом вірмен 1915 року.

Російські війська, що у 1915–1916 роках зайняли більшу частину території 3ахідної Вірменії (озеро Ван; міста: Ван, Ерзурум, Трапезунд, Ерзінджан)  після Жовтневого перевороту були змушені покинути її. 
Після закінчення війни мандат Вірменії перейшов до США: за Севрським мирним договором 1920 року уряд Османської імперії, що знаходився в окупованому Антантою Константинополі, визнав Вірменію як незалежну та вільну державу та відмовився від усіх прав на території, які відійшли до Вірменії. Проте підписаний султанським урядом договір не був ратифікований Великими національними зборами Туреччини. Згодом  кемалістська Туреччина відмовилася від будь-яких поступок та відновила війну. За укладеними 1921 року Московським та Карським договорами до Туреччини перейшли Карс, Ардаган, Сурмалінський повіт. Позиція турецької сторони щодо вірменського питання ще більше зміцніла внаслідок Лозанський конференції 1923 року. 
Західновірменська мова (один з двох сучасних варіантів вірменської мови) сьогодні переважно використовується вірменами Туреччини, Лівану та деяких інших країн, викладається в школах та спеціальних навчальних закладах вірменської діаспори. 

## Населення
Зараз в регіоні проживає близько 6-7 мільйонів жителів. 

## Культурна спадщина
Ахтамар • Гагікашен • Церква святих Апостолів (Карс) • Монастир Святих Апостолів • Анійський собор • Хоромос • Монастир Хцконк • Ктутський монастир • Монастир Спасителя (Трабзон) • Мренський собор • Нарекаванк •  Монастир святого Варфоломія • Монастир святого Карапета • Церква святої Марині (Муш) • Базиліка Текора • Варагаванк • Немрут